# Traktose
Traktose er en tilstand, hvor jord er så komprimeret af tung kørsel fx med traktor, at alt plantevækst er umulig. Tilstanden kendes ved anlæg af huse, hvor den tunge arbejdskørsel med maskiner gør det umuligt at anlægge have. Tilstanden kan kun ændres ved at grubbe jorden og løsne den.